# Monza e Brianza
A província de Monza e Brianza é uma nova província italiana da região da Lombardia, instituída a 12 de Maio de 2004. Estima-se que a população total desta província ronde os 850 000 habitantes.
Faz fronteira a norte com a província de Como e a província de Lecco, a este com a província de Bérgamo, a sul/este com a província de Milão e a oeste com a província de Varese.
Actualmente tem atribuídas a si as seguintes comunas: Agrate Brianza, Aicurzio, Albiate, Arcore, Barlassina, Bellusco, Bernareggio, Besana in Brianza, Biassono, Bovisio-Masciago, Briosco, Brugherio, Burago di Molgora, Busnago, Camparada, Caponago, Carate Brianza, Carnate, Cavenago di Brianza, Ceriano Laghetto, Cesano Maderno, Cogliate, Concorezzo, Cornate d'Adda, Correzzana, Desio, Giussano, Lazzate, Lentate sul Seveso, Lesmo, Limbiate, Lissone, Macherio, Meda, Mezzago, Misinto, Monza, Muggiò, Nova Milanese, Ornago, Renate, Roncello, Ronco Briantino, Seregno, Seveso, Sovico, Sulbiate, Triuggio, Usmate Velate, Varedo, Vedano al Lambro, Veduggio con Colzano, Verano Brianza, Villasanta, Vimercate.